# Лють (фільм, 1965)
«Лють» (рос. «Ярость») — український радянський історичний фільм 1965 року режисера Миколи Ільїнського, екранізація повісті Бориса Лавреньова «Вітер».

## Сюжет
1917-й рік. Бурхливі події перевороту в Петрограді за участі моряків-червоноармійців...

## У ролях
- Євген Матвєєв — матрос Василь Гулявін
- Володимир Мітюков — Михайло Строєв
- Маргарита Володіна — Льолька
- Олексій Глазирін — Сонін
- Іван Переверзєв — ротмістр Лучицький
- Геннадій Полока — Зубаревич
- Анатолій Іванов — лейтенант Траубенберг

## Творча група
- Автори сценарію: Євген Онопрієнко, Олександр Сацький
- Режисер-постановник: Микола Ільїнський
- Оператори-постановники: Володимир Войтенко, Олександр Пищиков
- Режисери: В. Бузилевич, Ігор Новаков
- Художник-постановник: Йосип Юцевич
- Художник по гриму: Е. Кузьменко
- Композитор: Климентій Домінчен
- Звукооператор: Георгій Парахников
- Консультанти: Микола Осликовський, Г. Бутаков
- Режисер монтажу: К. Шаповалова
- Редактор: Валентина Ридванова
- Асистенти режисера: Л. Брянцев, В. Бібиков
- Асистенти художника: Н. Биньковський, Алла Сапанович
- Комбіновані зйомки: оператор — Франціск Семянников, художник — Г. Лукашов
- Директори картини: Б. Глазман, С. Ярославцев